# Vittring (doft)
För andra betydelser, se Vittring (olika betydelser).

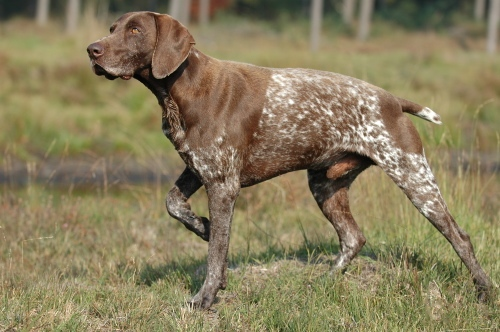
En korthårig vorsteh markerar att den fått vittring. (Kupering är förbjudet i Sverige.)

Vittring är molekyler av doftämnen som förs med vinden eller ligger kvar i luften. Man skiljer på vittring och på doftspår som sjunkit till marken eller fastnat på föremål. Vittring är mer flyktig än doftspår, men avges även av stationära föremål och växter. Vittring utnyttjas vid jakt, men är även livsviktig för flyktdjur för att bli varse annalkande fara.
För att följa vittring används sökhundar. Brukshundar söker människor, som till exempel fastnat i en lavin (räddningshundar), de används även för att söka olika substanser eller föremål (till exempel narkotikahundar och bombhundar). Jakthundar som använder sig av vittring är dels stående fågelhundar, apporterande hundar och skällande fågelhundar, dels älghundar som används vid ledhundsjakt.
Hundars förmåga att följa vittring testas i bruksprovsgrenen sök, vid tjänstehundscertifiering samt jaktprovsgrenarna för stående och skällande fågelhundar samt ledhundsprov.